# Anomie (langage)
Pour les articles homonymes, voir Anomie (homonymie).
L'anomie est un trouble acquis du langage caractérisé par une difficulté ou une incapacité de dénomination d’un stimulus supposé connu et correctement perçu, par oral, ou par écrit, et dont les causes sont extrêmement nombreuses. 
Le sujet peut décrire l'objet en question mais ne peut pas lui donner un nom. L'affection est associée à des lésions de l'hémisphère dominant comprenant les zones du langage, notamment le lobe temporal. L'anomie est présente dans la quasi-totalité des aphasies. Elle ne présente donc pas un symptôme intéressant pour les différencier les unes des autres. Le manque de mot est mis en évidence dans le langage spontané.